# 24 Hores de Montjuïc 1980
L'edició de 1980 de les 24 Hores de Montjuïc fou la 26a d'aquesta prova, organitzada per la Penya Motorista Barcelona al Circuit de Montjuïc el cap de setmana del 5 i 6 de juliol.
Era la quarta prova del Campionat del Món de resistència (anomenat Campionat d'Europa fins al 1979) d'aquell any.

## Classificació general

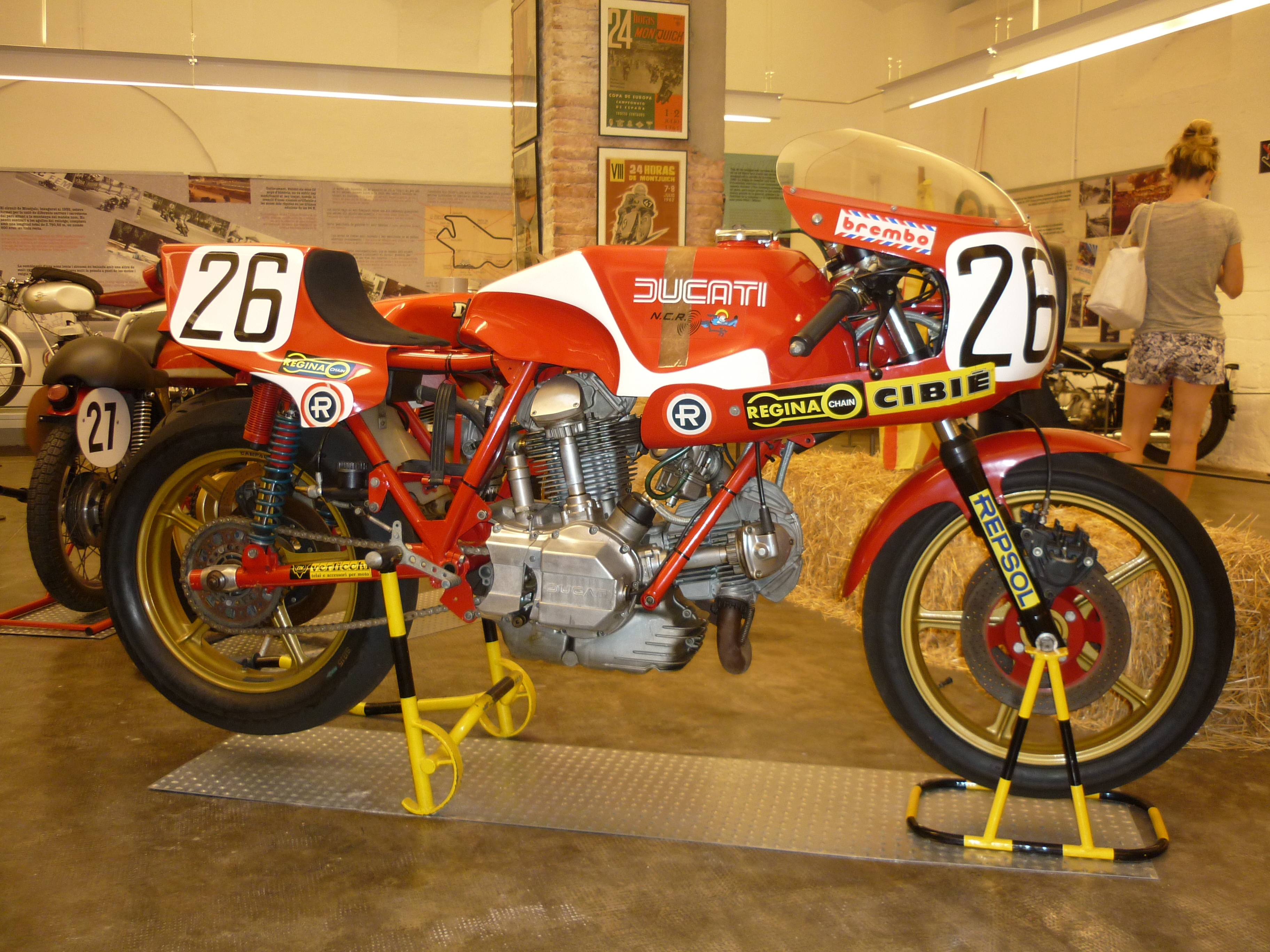
La Ducati 900SS amb què Josep Maria Mallol i Alejandro Tejedo guanyaren les 24 Hores de Montjuïc de 1980

| Posició | Pilot 1            | Pilot 2               | Motocicleta | Voltes |
| ------- | ------------------ | --------------------- | ----------- | ------ |
| 1       | Josep Maria Mallol | Alejandro Tejedo      | Ducati 900  | 757    |
| 2       | Wilfried Schneider | Dieter Heinen         | Honda       | 755    |
| 3       | Johan van der Wald | Bert Struyck          | Honda       | 755    |
| 4       | Helmut Dähne       | Alois Tost            | Honda       | 739    |
| 5       | Marc Chabert       | Philippe Sagnol       | Kawasaki    | 738    |
| 6       | Pierre Guy         | Claude Fior           | Honda       | 734    |
| 7       | Jean-Claude Vinel  | Jean-Pierre Geneletti | Honda       | 729    |
| 8       | Christian Le Liard | Frédéric Fourgeaud    | Kawasaki    | 723    |
| 9       | Dominique Auguin   | Wolfgang Gierden      | Honda       | 720    |
| 10      | Luis Miguel Reyes  | Alfons Duran          | Ducati      | 713    |

1. ↑  Velocitat mitjana: 119,708 km/h.

## Trofeus addicionals
- XXVI Trofeu "Centauro" de El Mundo Deportivo: Ducati (Josep Maria Mallol - Alejandro Tejedo)